# Rivière Patapédia
Der Rivière Patapédia (französisch; in Québec) oder Patapedia River (englisch; in New Brunswick) ist ein 93 km langer linker Nebenfluss des Restigouche River (Rivière Ristigouche) in den kanadischen Provinzen Québec und New Brunswick (Nouveau-Brunswick).

## Flusslauf
Er hat seinen Ursprung in dem in Québec gelegenen Gebirgszug Monts Notre-Dame im 400 m hoch gelegenen See Lac Long. Von dort fließt er in südöstlicher Richtung. Dabei durchfließt er die Seen Lac des Chasseurs und Lac Patapédia. Später münden die Nebenflüsse Rivière Patapédia Est und Rivière Meadow linksseitig in den Fluss. Die letzten 30 km bis zu seiner Mündung in den Restigouche River bildet der Fluss Rivière Patapédia die Grenze zwischen Québec und New Brunswick.